# Simon Chinn
Simon Chin é um produtor cinematográfico britânico. Como reconhecimento, venceu, no Oscar 2013, a categoria de Melhor Documentário em Longa-metragem por Searching for Sugar Man.